# Alianza Ciudadana por la Democracia
La Alianza Ciudadana por la Democracia, comúnmente denominada simplemente Alianza Ciudadana, es un colectivo ciudadano colombiano que se define a sí mismo como una «una red de ciudadanos, ciudadanas y organizaciones civiles, que defienden la diversidad, la equidad, la libertad y los valores plasmados en la Constitución de Colombia de 1991»; y que en términos prácticos agrupa un número significativo de ciudadanos en contra de la reelección del presidente Álvaro Uribe Vélez. La Alianza presentó una intervención ciudadana ante la Corte Constitucional para pedir que declare inexequible la convocatoria a un referendo que permitiría su segunda reelección. Ese hecho se constituyó en una de sus primeras acciones públicas como organización. A largo plazo, la organización planea establecer iniciativas, de transparencia y conciencia ciudadana, de cara a los diferentes comicios de 2010 y 2011.
La idea de una «Alianza» fue una propuesta de 22 constituyentes y 4 ciudadanos colombianos, dada a conocer a través de un manifiesto público promulgado en Bogotá el 6 de julio del 2009.

## Historia
La Alianza nació, en el marco de la conmemoración de los 18 años de la constitución nacional, con el objetivo de hacer converger a un número significativo de ciudadanos que se opusieran al referendo reeleccionista, un referendo convocado por sectores oficialistas para que el pueblo decida si el presidente Uribe puede o no presentarse a un tercer mandato, bajo la figura de la «abstención democrática», ello implica que el número de ciudadanos que concurra a las urnas sea menor a 7.470.536, umbral mínimo exigido por la ley, y por tanto el referendo se «hunda», de igual modo que sucedió con el referendo oficialista impulsado en el 2003.

### Acciones públicas
La organización ha realizado un número considerable de manifestaciones públicas tendientes, principalmente, a concienciar a los ciudadanos de la inconveniencia de una segunda reelección presidencial y de la importancia de preservar la esencia de la constitución.
Entre ellas, realizaron un plantón ante la Corte Constitucional en un acto denominado «Se ilumina la Corte», que contó con la participación de más de 100 jóvenes, con el que buscaban «darle herramientas de análisis a la Corte para que tome una decisión acertada». En la manifestación también se corearon peticiones para pedir la declaratoria de inconstitucionalidad del referendo que permitiría la reelección de Uribe.

## Miembros
Entre las organizaciones que integran la Alianza Ciudadana, se destacan:
- Movimiento Séptima papeleta
- Colombia no vale huevo
- Unión Colombiana de Jóvenes Demócratas (UCJD)
- Imaginación 91
- Espíritu del 91
- Movimiento Naranja
- Corporación Ocasa (www.ocasa.org.co)
- Transparencia por Colombia
- Ciudadanía Rosa
- Fuerza Común
- Red de iniciativas por la democracia y el desarrollo territorial (RINDE)
- Foro por Colombia
- Escuela Municipal de Ciudadanía de Caldas
- La Fundación Avina, hace las veces de secretaría operativa de la Alianza.[2]
- La Fundación Plural, coordina todo el tema jurídico ante la Corte Constitucional.[2]

Entre los ciudadanos destacados que hacen partes de la organización están: Augusto Ramírez Ocampo, María Teresa Garcés, Juan Carlos Esguerra, Gustavo Zafra, Fabio Villa, Iván Marulanda, Armando Novoa, Héctor Pineda, Juan Ángel, Carmenza Gómez, Diego Trujillo, Silvia Amaya, Andrés Hoyos, María Teresa Herrán. Del mismo modo, se calcula que la organización agrupa a cerca de 30 constituyentes.

## Organización jerárquica
La Alianza se organiza a través de tres comités: el de deliberación y debate (o de movilización), el de pedagogía y de comunicaciones, y el jurídico. De igual modo poseen una Red Juvenil, que propicia la vinculación de organizaciones juveniles al colectivo.